# Herzog (Familienname)
Herzog (abgeleitet vom Adelstitel Herzog) ist ein deutscher Familienname.

## Varianten
- Hertzog

## Namensträger

### A
- Aaron Herzog (* 1998), deutscher Fußballspieler
- Adam Herzog (1829–1895), Schweizer Politiker
- Adolf Herzog (Ingenieur) (1874–1928), Schweizer Bauingenieur
- Adolf Herzog (Schachspieler) (* 1953), österreichischer Schachspieler
- Adolf Franz Herzog (1896–1980), österreichischer Komponist
- Albert Herzog (Schriftsteller) (1867–1955), deutscher Schriftsteller, Journalist, Dichter und Erzähler
- Albert Herzog (Biathlet) (* 1990), österreichischer Biathlet
- Albin Herzog (Mathematiker) (1852–1909), Schweizer Mathematiker, Ingenieurwissenschaftler und Hochschullehrer
- Albin Herzog (Fußballspieler) (1903–1983), deutscher Fußballspieler
- Albrecht Herzog (1901–nach 1965), deutscher Ingenieur, Materialwissenschaftler und Luftfahrttechniker
- Alex Herzog (* 1958), Schweizer Bildhauer und Maler
- Alexander Herzog (Schauspieler) (1934–2009), deutscher Schauspieler und Synchronsprecher
- Alexander Herzog (Tiermediziner) (1934–2016), deutscher Veterinärmediziner
- Alexander Herzog (Fußballspieler) (* 1972), österreichischer Fußballspieler
- Alexander Herzog-Stein (* 1971), deutscher Wirtschaftswissenschaftler
- Alfred Herzog (Journalist) (1895–1973), deutscher Journalist, Dramatiker und Regisseur
- Alfred Herzog (Maler) (1895–1988), deutscher Maler
- Alois Herzog (1872–1956), deutsch-österreichischer Textiltechnologe
- Andrea Herzog (* 1999), deutsche Kanutin
- Andreas Herzog (Autor) (* 1959), deutscher Lehrer und Autor
- Andreas Herzog (Regisseur) (* 1967), deutscher Filmregisseur und Filmeditor
- Andreas Herzog (* 1968), österreichischer Fußballspieler und -trainer
- Anna-Elena Herzog (* 1987), deutsche Schauspielerin
- Annette Herzog (* 1960), deutsche Schriftstellerin
- Anton Herzog (Musiker) (1771–1850), österreichischer Lehrer, Organist, Komponist und Chorleiter
- Anton Herzog (Fußballspieler) (1941–2024), österreichischer Fußballspieler
- Arthur Herzog Jr. (1900–1983), US-amerikanischer Songwriter
- Arthur Herzog (1927–2010), US-amerikanischer Schriftsteller
- Artur Herzog (1900–1952), deutscher Politiker (CDU), Mitglied der Stadtverordnetenversammlung von Groß-Berlin
- August Herzog (1885–1959), Schweizer Maler
- Aura Herzog (1924–2022), israelische Sozial- und Umweltaktivistin und First Lady Israels
- Axel Herzog (1944–2010), deutscher Schriftsteller

### B
- Bernd Herzog (* 1938), deutscher Fußballspieler
- Bernhard Herzog (Statistiker) (1842–1917), deutscher Statistiker
- Bernhard Herzog (Politiker) (* 1984), österreichischer Politiker (SPÖ)
- Bernhard-Heinrich Herzog (* 1964), deutscher Schauspieler
- Bodo Herzog (* 1925), deutscher Marineoffizier, Archivar und Marinehistoriker
- Bruno Rieter-Herzog (1840–1889), Schweizer Ingenieur

### C
- Carl Herzog (Unternehmer) (1861–1911), deutscher Unternehmensgründer
- Carl Herzog (1874–1962), deutscher Fabrikant von Fotoartikeln aus der Familie Herzog
- Carl Feer-Herzog (1820–1880), Schweizer Unternehmer und Politiker
- Chaim Herzog (1918–1997), israelischer Politiker, Präsident 1983 bis 1993
- Christian Gottlob Herzog (1789–1868), deutscher Pädagoge und Bildungspolitiker
- Christiane Herzog (1936–2000), deutsche Präsidentengattin
- Christoph Herzog (Künstler) (* 1959), Schweizer Maler, Bildhauer, Objektkünstler und Musiker
- Christoph Herzog (Turkologe) (* 1961), deutscher Turkologe und Hochschullehrer
- Christoph Herzog, Ringname von Chris Raaber (* 1981), österreichischer Wrestler
- Christoph Herzog (Eishockeyspieler) (* 1991), österreichischer Eishockeyspieler
- Constantin Herzog (* 1984), deutscher Musiker

### D
- Dagmar Herzog (* 1961), US-amerikanische Historikerin
- Daniel Herzog (Bischof) (1941–2023), US-amerikanischer Geistlicher, Bischof von Albany
- Daniel Herzog (Journalist) (* 1985), deutscher Sportmoderator und -reporter
- Daniel Herzog (Skilangläufer) (* 1993), deutscher Skilangläufer
- Daniel Herzog (Unihockeyspieler) (* 1995), Schweizer Unihockeyspieler
- David Herzog (1869–1946), österreichischer Historiker und Rabbiner
- Dieter Herzog (* 1946), deutscher Fußballspieler
- Dietrich Herzog (1931–2001), deutscher Politikwissenschaftler und Hochschullehrer

### E
- Ed Herzog (* 1965), deutscher Filmregisseur und Drehbuchautor
- Edgar Herzog  (1891–1973), deutscher Psychologe und Psychotherapeut
- Eduard Herzog (Dompropst) (1801–1867), deutscher Geistlicher, Theologe und Schriftsteller
- Eduard Herzog (Bischof) (1841–1924), Schweizer Geistlicher, Bischof der Schweiz
- Eduard Herzog (Ingenieur) (1886–1951), deutscher Ingenieur, Unternehmer und Autor
- Elena Herzog (* 1998), deutsche Schauspielerin und Regisseurin
- Elias Herzog (* 1949), österreichischer Mönch und Bischof
- Elisabeth Herzog-von der Heide (* 1962), deutsche Kommunalpolitikerin (SPD)
- Elsa Herzog (1876–1964), deutsche Modejournalistin
- Elvira Herzog (* 2000), Schweizer Fußballtorhüterin
- Emil Herzog (Chronist) (Emil Wilhelm Herzog; 1809–1883), deutscher Mediziner und Chronist
- Emil Herzog (Komponist) (1905–1981), Schweizer Komponist und Dirigent
- Emil Herzog (Radsportler) (* 2004), deutscher Radrennfahrer
- Émile Salomon Wilhelm Herzog, Geburtsname von André Maurois (1885–1967), französischer Autor
- Emilie Herzog, Mädchen- und Künstlername der Schweizer Sängerin Emilie Welti (1859–1923)
- Emmy Herzog (1903–2009), deutsche Autorin
- Erich Herzog (Drehbuchautor), deutscher Drehbuchautor
- Erich Herzog (Designer) (1908–1996), deutscher Graveur und Glasdesigner
- Erich Herzog (Kunsthistoriker) (1917–2000), deutscher Kunsthistoriker und Museumsdirektor
- Ernst von Herzog (1834–1911), deutscher Althistoriker, Epigraphiker und Provinzialrömischer Archäologe
- Ernst Herzog (Mediziner, 1887) (1887–1969), deutscher Mediziner und Ornithologe
- Ernst Herzog (Mediziner, 1898) (1898–nach 1966), deutscher Hochschullehrer für Pathologie in Chile
- Ernst Herzog (Politiker) (1898–1967), Schweizer Politiker
- Eugen Herzog (1875–1928), österreichischer Romanist und Hochschullehrer
- Eva Herzog (* 1961), Schweizer Politikerin (SP)
- Ewald Herzog (1893–1967), deutscher Archivar

### F
- Fabrice Herzog (* 1994), Schweizer Eishockeyspieler
- Felix Herzog (* 1959), deutscher Rechtswissenschaftler
- Felix Benedict Herzog (1859–1912), US-amerikanischer Ingenieur, Unternehmer, Maler und Fotograf
- Ferdinand Herzog (1761–1834), österreichischer Benediktiner, Abt von St. Lambrecht
- Florian Herzog (* 1989), deutscher Jazzmusiker
- Frank Herzog (Künstler) (1949–2022), deutscher Maler, Bildhauer und Zeichner
- Frank Herzog (Radsportler) (* 1959), deutscher Radsportler
- Franz Herzog, Geburtsname von Ferenc Herczeg (1863–1954), ungarischer Schriftsteller, Dramatiker und Politiker
- Franz Herzog (Chorleiter) (1917–1986), deutscher Chordirigent, Musikpädagoge und Komponist
- Franz Herzog (Seelsorger) (* 1952), donauschwäbischer Seelsorger
- Franz Alfred Herzog (1880–1962), Schweizer Theologe und Schriftsteller
- Franz M. Herzog (* 1962), österreichischer Dirigent, Chorleiter und Komponist
- Franz Max Herzog (1911–1961), Schweizer Maler und Schriftsteller
- Franz Xaver Herzog (1810–1883), Schweizer Geistlicher und Schriftsteller, siehe Xaver Herzog
- Fred Herzog (Schauspieler) (um 1869–1928), US-amerikanischer Schauspieler
- Fred Herzog (Fotograf) (1930–2019), kanadischer Fotograf
- Fred Herzog (Basketballspieler) (* 1969), US-amerikanischer Basketballspieler
- Friedrich Herzog (Beamter), österreichischer Bundesbahnbeamter
- Friedrich Franz Herzog (1925–1990), deutscher Politiker und Industriemanager
- Friedrich Gottlob Herzog (1689–1751), deutscher Theologe
- Friedrich W. Herzog (1902–1976), deutscher Schriftsteller und Musikkritiker
- Fritz Herzog (Mathematiker) (1902–2001), deutsch-US-amerikanischer Mathematiker
- Fritz Herzog (Maler) (1916–1990), Schweizer Maler

### G
- Gabriele Herzog (* 1948), deutsche Schriftstellerin und Drehbuchautorin
- Georg Herzog (1884–1962), deutscher Pathologe
- George Herzog (1901–1983), US-amerikanischer Ethnologe
- Gerd Herzog (* vor 1970), deutscher Mathematiker und Hochschullehrer
- Gerhard Herzog (1933–2018), deutscher Chemiker und Hochschullehrer für Physikalische Chemie
- Gertrud Herzog-Hauser (1894–1953), österreichische Klassische Philologin
- Gerty Blacher-Herzog (1922–2014), deutsche Pianistin
- Gerulf Herzog (1936–2020), deutscher Politiker (CDU)
- Günter Herzog (Musiker) (1910–1942), deutscher Musiker
- Günter Herzog (Jurist) (* 1937), deutscher Jurist
- Günter Herzog (Kunsthistoriker) (* 1954), deutscher Kunsthistoriker und Archivar
- Günther Herzog (1925–2006), deutscher Wirtschaftsmanager
- Gustav Herzog (* 1958), deutscher Politiker (SPD), MdB
- Gustav Robert Herzog (1834–1899), deutscher Unternehmer, siehe Sächsische Stahlwindmotoren-Fabrik

### H
- Hans Herzog (1819–1894), Schweizer General
- Hans Herzog (Ingenieur) (1846–1913), Schweizer Bau- und Eisenbahningenieur
- Hans Herzog (Archivar) (1858–1929), Schweizer Archivar, Bibliothekar und Historiker
- Hans Herzog (Maler, 1913) (1913–1991), Schweizer Maler und Grafiker
- Hans Herzog, Pseudonym von Rolf Schulz (Autor) (1921–2017), Bühnenautor
- Hans Herzog (Maler, 1930) (* 1930), Schweizer Maler, Zeichner und Bildhauer
- Hans Blattner-Herzog (1860–1928), Schweizer Bankier
- Hans M. Herzog (* 1954), deutscher Übersetzer
- Hans-Michael Herzog (* 1956), deutscher Kunsthistoriker und Kurator
- Hartmann Herzog (1833–1897), deutscher Kupferschmied und Mundartdichter
- Heinrich Herzog (Lehrer) (1822–1898), Schweizer Lehrer und Jugendschriftsteller
- Heinrich Herzog (Zirkusdirektor) (1827–1893), deutscher Zirkusdirektor
- Heinrich Herzog (Mediziner, 1875) (1875–1938), deutscher HNO-Arzt und Hochschullehrer
- Heinrich Herzog (Maler) (1891–1971), deutscher Maler
- Heinrich Herzog (Postbeamter), deutscher Postbeamter und Autor
- Heinrich Herzog (Ministerialbeamter) (1896–1969), deutscher Agrarwissenschaftler und Ministerialbeamter
- Heinrich Herzog (Politiker) (1906–1995), Schweizer Agraringenieur und Politiker
- Heinrich Herzog (Kirchenhistoriker) (1909–1984), deutscher Jurist und Kirchenhistoriker
- Heinrich Herzog (Mediziner, 1920) (1920–2014), Schweizer Internist, Pneumologe und Hochschullehrer
- Heinz Herzog (1926–2009), deutscher Ingenieur
- Helene Herzog (* 2001), österreichische Hockeyspielerin
- Helmut Herzog (* 1944), deutscher Maler und Zeichner
- Hendrik Herzog (* 1969), deutscher Fußballspieler
- Hermann Herzog (Politiker, 1844) (1844–1904), deutscher Textilfabrikant und Politiker (FVp), MdR
- Hermann Herzog (Politiker, 1877) (1877–1939), deutscher Politiker (USPD, SPD), MdL Reuß
- Hermann Ottomar Herzog (1832–1932), deutscher Maler
- Herta Herzog (1910–2010), österreichisch-amerikanische Kommunikationswissenschaftlerin

### I
- Ingo Herzog (1913–1980), deutscher Journalist
- Isaac Herzog (* 1960), israelischer Politiker (Awoda), siehe Jitzchak Herzog
- Isaak HaLevy Herzog (1888–1959), irisch-israelischer Großrabbiner

### J
- Ja’akov Herzog (1921–1972), israelischer Diplomat
- Jacques Herzog (* 1950), Schweizer Architekt, siehe Herzog & de Meuron
- Jakob Herzog (1867–1959), Schweizer Maler
- Jakob Herzog (1892–1931), Schweizer Politiker
- Jan Herzog (* 1974), deutscher Ruderer
- Jens-Daniel Herzog (* 1963), deutscher Regisseur
- Jitzchak Herzog (* 1960), israelischer Politiker
- Johann Herzog (Politiker) (* 1943), österreichischer Politiker (FPÖ)
- Johann Adolf Herzog (1850–1915), Schweizer Pädagoge
- Johann Georg Herzog (1822–1909), deutscher Organist, Komponist und Hochschullehrer
- Johann Gotthelf Herzog (1738–1787), deutscher Arzt
- Johann Jakob Herzog (1805–1882), deutscher Theologe
- Johann Paul Herzog (1812–1870), deutscher Politiker, Mitglied der Frankfurter Nationalversammlung
- Johanna Herzog-Dürck (1902–1991), deutsche Psychotherapeutin
- Johannes Herzog (1773–1840), Schweizer Politiker und Unternehmer
- Josef Herzog (Geistlicher) (1727–1810), Schweizer Jesuit und Missionar
- Josef Herzog (Ingenieur) (1859–1915), österreichisch-ungarischer Ingenieur
- Josef Herzog (Politiker), österreichischer Politiker
- Josef Herzog (Jurist) (1903–nach 1968), deutscher Jurist und Richter
- Josef Herzog (Offizier) (1928–2016), österreichischer Brigadier und Präsident des Österreichischen Judoverbands
- Josef Herzog (Maler) (1939–1998), Schweizer Maler und Zeichner
- Jürgen Herzog (Historiker) (1937–1993), deutscher Historiker und Afrikanist
- Jürgen Herzog (Mathematiker) (1941–2024), deutscher Mathematiker
- Jürgen Herzog (Leichtathlet) (* 1961), deutscher Langstreckenläufer
- Jutta Buschenhagen-Herzog (* 1943), deutsche Produzentin, Dramaturgin und Redakteurin

### K
- Karl Herzog (Literaturhistoriker) (1798/1800/1801–1857), Schweizer Journalist, Literaturhistoriker, Hochschullehrer und Politiker
- Karl Herzog (General) (1906–1998), deutscher Generalmajor
- Karl Herzog (Volleyballspieler) (* 1941), deutscher Volleyballspieler und -trainer
- Karl Heinz Herzog (1927–1993), deutscher Chirurg und Hochschullehrer
- Karl Joseph Benjamin Herzog (1827–1902), deutscher Politiker und Staatssekretär
- Karl Theodor Herzog (1905–1980), deutscher Archivar und Autor, siehe Theo Herzog
- Katharina Herzog (* 1976), deutsche Schriftstellerin
- Klaus Herzog (Chemiker) (* 1938), deutscher Chemiker und Hochschullehrer
- Klaus Herzog (Politiker, 1951) (* 1951), deutscher Politiker (SPD), Oberbürgermeister von Aschaffenburg
- Klaus Herzog (Politiker, II), deutscher Jugendfunktionär und Politiker, MdV
- Kristina Herzog (* 1972), deutsche Schriftstellerin
- Kurt Herzog (General) (1889–1948), deutscher General der Artillerie
- Kurt Herzog (Politiker, 1910) (1910–nach 1951), deutscher Politiker (CDU, NDPD), MdL Mecklenburg
- Kurt Herzog (Politiker, 1951) (* 1951), deutscher Politiker (Die Linke), MdL Niedersachsen
- Kurt Meyer-Herzog (* 1939), Schweizer Kulturhistoriker

### L
- Laurentius Herzog (1831–1913), deutscher Fotograf, siehe Herzog (Fotografenfamilie)
- Lewis Edward Herzog (1868–1943), US-amerikanischer Maler
- Lisa Herzog (Sängerin) (1908–nach 1945), deutsche Opernsängerin (Sopran)
- Lisa Herzog (Philosophin) (* 1983), deutsche Philosophin und Sozialwissenschaftlerin
- Lothar Herzog (Leibwächter) (* 1943), deutscher Leibwächter und Autor
- Lothar Herzog (Regisseur) (* 1977), deutscher Filmregisseur und Drehbuchautor
- Lotta Herzog (* 2012), deutsche Schauspielerin
- Ludwig Herzog (1864–1947), deutscher Geistlicher
- Lukas Herzog (Eishockeyspieler) (* 1993), österreichischer Eishockeytorwart
- Lukas Herzog (Basketballspieler) (* 2001), deutscher Basketballspieler

### M
- Maike Herzog (* 1999), deutsche Volleyballspielerin
- Marcel Herzog (* 1980), Schweizer Fußballtorwart
- Margarethe Herzog (* 1947), deutsche Volleyballspielerin und -trainerin
- Marian Herzog (1758–1828), Schweizer Benediktiner und Hochschullehrer
- Marianne Herzog (Autorin) (* 1939), deutsche Autorin und ehemalige Terroristin
- Marianne Herzog (Erziehungswissenschaftlerin) (* 1941), deutsche Erziehungswissenschaftlerin
- Marika Herzog (* 1986), deutsche Comiczeichnerin
- Markwart Herzog (* 1958), deutscher Theologe, Religionsphilosoph und Sporthistoriker
- Martin Herzog (* 1936), deutscher Jurist und Politiker (CDU)
- Marvin Herzog (1927–2013), kanadischer Linguist
- Matthias Herzog (* 1973), deutscher Unternehmer und Politiker (BSW)
- Maurice Herzog (1919–2012), französischer Bergsteiger und Politiker
- Max Herzog (1926–2012), Schweizer Bauingenieur
- Max Carl Herzog (1889–1962), Schweizer Maler
- Michael Herzog (Eishockeyspieler) (1952–2011),  österreichischer Eishockeyspieler
- Michael Herzog (Diplomat) (* 1952), israelischer Botschafter in den USA
- Michael Herzog (Psychophysiker) (* 1964), deutscher Psychophysiker und Hochschullehrer
- Michael Andreas Herzog (1681–um 1755), deutscher Miniaturmaler und Heraldiker
- Michal Herzog (* 1962), israelische Rechtsanwältin und First Lady
- Mikel Herzog (* 1960), spanischer Sänger
- Milan Herzog (1908–2010), US-amerikanischer Filmproduzent
- Mohammed Herzog (Geburtsname Hartmut Herzog; 1944–2018), deutscher Imam

### O
- Oliver Herzog, eigentlicher Name von Herzog (Rapper) (* 1985), deutscher Rapper
- Olivia Herzog (* 1999), Schweizer Unihockeyspielerin
- Oswald Herzog (1881–um 1941), deutscher Maler
- Otthein Herzog (* 1944), deutscher Informatiker
- Otto Herzog (Bergsteiger) (1888–1964), deutscher Bergsteiger
- Otto Herzog (Politiker, 1889) (1889–1957), rumäniendeutscher Politiker und Verleger
- Otto Herzog (Politiker, 1900) (1900–1945), deutscher SA-Obergruppenführer und Politiker (NSDAP), MdR

### P
- Paul Herzog (Verleger) (1886–1953), schweizerisch-deutscher Lehrer und Verleger
- Paul Herzog (1895–1967), deutscher Stahlbauunternehmer
- Paul Herzog (Architekt) (1905–1970), Schweizer Architekt
- Peter Herzog (1512–1560), deutscher Theologe und Reformator, siehe Peter Hegemon
- Peter Herzog (Maler, 1794) (1794–1864), Schweizer Maler
- Peter Herzog (Schriftsteller) (1876–1957), österreichischer Lehrer und Schriftsteller
- Peter Herzog (Komponist) (um 1890–1960), banatschwäbischer Komponist
- Peter Herzog (Schauspieler) (1929–2004), deutscher Schauspieler
- Peter Herzog (Fußballspieler) (* 1942), deutscher Fußballspieler
- Peter Herzog (Maler, 1950) (* 1950), Schweizer Maler und Grafiker
- Peter Herzog (Leichtathlet) (* 1987), österreichischer Langstreckenläufer
- Pnina Herzog (1925/1926–2005), israelische Beamtin

### R
- Ralf Herzog (* 1952), deutscher Pantomime, Puppenspieler und Schauspieler
- Reginald Oliver Herzog (1878–1935), österreichischer Physikochemiker
- Regine Herzog (* 1973), deutsche Künstlerin
- Reinhart Herzog (1941–1994), deutscher Altphilologe
- Richard Herzog (Politiker) (1867–1950), deutscher Politiker (DSP), MdR
- Richard Herzog (Physiker) (1911–1999), österreichisch-US-amerikanischer Physiker
- Robert Herzog (Bischof) (1823–1886), deutscher Geistlicher, Erzbischof von Breslau
- Robert Herzog (Politiker) (1894–1976), deutscher Politiker (GB/BHE)
- Rolf Herzog (1919–2006), deutscher Ethnologe
- Roman Herzog (1934–2017), deutscher Politiker, Bundespräsident von 1994 bis 1999
- Ronald Paul Herzog (1942–2019), US-amerikanischer Geistlicher, Bischof von Alexandria
- Rosemarie Herzog-Götze (1926–2011), deutsche Schauspielerin
- Rosina Herzog († 1642), deutsche Äbtissin
- Rudolf Herzog (Ingenieur) (1837–1903), deutscher Ingenieur
- Rudolf Herzog (1869–1943), deutscher Schriftsteller, Journalist, Dichter und Erzähler
- Rudolf Herzog (Altphilologe) (1871–1953), deutscher Altphilologe, Archäologe und Medizinhistoriker
- Rudolph Herzog (* 1973), deutscher Autor und Regisseur

### S
- Siegfried Herzog (1918–2011), deutscher Chemiker
- Sigrid Herzog (* 1949), deutsche Theaterregisseurin
- Sven Herzog (* 1961), deutscher Forstwissenschaftler und Gynäkologe

### T
- Theo Herzog (1905–1980), deutscher Archivar und Regionalhistoriker
- Theodor Herzog (1880–1961), deutscher Botaniker und Bryologe
- Thomas Herzog (Architekt) (* 1941), deutscher Architekt
- Thomas Herzog (Jurist) (* 1976), deutscher Jurist und Oberbürgermeister
- Tommy Herzog (* 1977), Schweizer Bobsportler

### U
- Ulli Herzog (Ulrich Herzog; 1938–2003), deutscher Hörspielregisseur
- Ulrich Herzog (Ingenieur) (* 1938), deutscher Ingenieur und Hochschullehrer
- Urs Herzog (1942–2015), Schweizer Literaturwissenschaftler

### V
- Valentin Herzog (* 1941), deutsch-schweizerischer Lehrer, Schriftsteller und Kritiker
- Vanessa Herzog (* 1995), österreichische Eisschnellläuferin
- Verena Herzog (* 1956), Schweizer Politikerin (SVP)
- Volker Herzog (* 1939), deutscher Zellbiologe und Hochschullehrer

### W
- Walter Herzog (Architekt) (1912–1993), deutscher Architekt
- Walter Herzog (Mediziner) (1913–1997), deutscher Pathologe
- Walter Herzog (Grafiker) (* 1936), deutscher Grafiker
- Walter Herzog (Pädagoge) (* 1949), Schweizer Pädagoge
- Werner Herzog (Physiker) (1910–1996), deutscher Physiker und Hochschullehrer
- Werner Herzog (* 1942), deutscher Filmemacher
- Werner Herzog (Skirennläufer) (* 1962), österreichischer Skirennläufer
- Whitey Herzog (1931–2024), US-amerikanischer Baseballspieler und -manager
- Wilhelm Herzog (Mediziner) (1850–1931), deutscher Chirurg und Hochschullehrer
- Wilhelm Herzog (1884–1960), deutscher Historiker, Dramatiker und Enzyklopädist
- Wilhelm Herzog (Kunstsammler) (1914–2002), österreichischer Buchhändler, Lektor und Kunstsammler
- Wilhelm Peter Herzog (1918–nach 1961), deutscher Jugendbuchautor
- Wolfgang Herzog (* 1953), deutscher Internist und Hochschullehrer

### X
- Xaver Herzog (Franz Xaver Herzog; 1810–1883), Schweizer Geistlicher und Schriftsteller